# Laurentius Ribovius
Laurentius Ribovius (* 27. November 1601 in Greifswald; † 15. August 1644 in Königsberg i. Pr.) war ein deutscher Musiklehrer, Sachbuchautor und Komponist der protestantischen Kirchenmusik. 

## Leben
Ribovius, der aus Greifswald in Pommern stammte, wurde Musiklehrer an der preußischen Löbenichtschen Lateinschule in dem Königsberger Stadtteil Löbenicht und hatte dort seit 1628 bis zu seinem vorzeitigen Tod die Stelle des protestantischen Kantors inne. Er betätigte sich als Komponist kirchenmusikalischer Werke und veröffentlichte Schriften zum Thema Kirchenmusik. In seinem 1634 veröffentlichten Enchiridion musicum, einem Lehrbuch über Gesangskunst, erklärt er anhand von Fragen und Antworten die aus der italienischen und anderen Sprachen entlehnten Fachbegriffe und erläutert unter Zuhilfenahme zahlreicher Beispiele die beim Singen einzuhaltenden grundsätzlichen Regeln. Ein gesamtes Kapitel des Buchs widmete er dem Thema der Fuge; es war das erste Mal, dass ein derart ausführliches Kapitel über Fugen in deutscher Sprache publiziert wurde. Das Lehrbuch wurde mehrfach neu aufgelegt.

## Werke
- Enchiridion musicum, oder Kurzer Begriff der Singkunst. Königsberg 1634.
- Ad exequias Laurentio Ribovio faciendas invitat rector et senatus Academiae Regiomontanae. Königsberg 1644.